# Жникруп, Оксана Леонтьевна
Окса́на Лео́нтьевна Жникру́п (31 января 1931, Чита — 13 января 1993, Киев) — советский скульптор-фарфорист, член Союза художников Украины.

## Биография
Родилась 31 января 1931 года в г. Чита. Окончила скульптурное отделение Одесского художественного училища им. М. Грекова (1948—1952). По окончании училища получила распределение на Барановский фарфоровый завод (работала там с 1952 по 1954 год). С 1955 по 1987 г. работала скульптором на Киевском экспериментальном керамико-художественном заводе (КЭКХЗ), там же создала ряд посудных форм, росписей и рисунков деколей.
Автор лиричных по образу женских скульптур, посвящённых темам современной жизни и литературным персонажам: «Любит-не-любит», «Майская ночь»; «Регулировщица»; «Чаепитие»; «Ординарец»; «Балерины. Перед выступлением»; «Пастушка и трубочист»; «В антракте»; «Рушнычок».
С 1955 по 1993 г. проживала в Киеве.
Произведения участвовали в республиканских выставках декоративного искусства, в международных выставках-ярмарках в Лейпциге, Чикаго, Загребе, Салониках, в Турции, Канаде.
Скульптуры Оксаны Жникруп хранятся в Национальном музее украинского народного декоративного искусства.

### Семья
Муж — Щербина Владислав Иванович (1926—2017), украинский скульптор-фарфорист;
Дочь — Леонтина Владиславовна Лозовая, украинский скульптор-фарфорист.

## Нарушение авторских прав
12 мая 2017 г. один из самых дорогих и скандальных художников современности, Джефф Кунс, представил в Нью-Йорке скульптуру «Сидящая балерина». Было обнаружено что Кунс скопировал «Балерину Леночку на пуфике» — произведение Оксаны Леонтьевны Жникруп. В 2015 году копия деревянной версии «Балерины» была продана на торгах Phillips в Лондоне за 93 тыс. 750 фунтов стерлингов, другая копия ушла с молотка на Sotheby’s за 52500 фунтов. 23 мая 2017 года украинские СМИ сообщили что право на копирование статуэтки Кунсу передала дочь и наследница художницы Леонтина Владиславовна Лозовая.

## Публикации
- Фарфоровий поп-арт Оксани Жникруп.
- Пластика малых форм. Фарфор. Комплект открыток. (авт.-сост. В.Щербак). Киев, издательство «Мистецтво», 1976 г.
- Майстри української фарфорової пластики. О.Жникруп. Набір листівок. Вид-во: «Інтертехнологія». Київ, 2008.